# تروی الدر
تروی الدر (انگلیسی: Troy Elder؛ زادهٔ ۱۵ اکتبر ۱۹۷۷
Troy Elder OAM (متولد ۱۵ اکتبر ۱۹۷۷ در Bunbury، استرالیای غربی) یک مهاجم هاکی روی چمن و هافبک اهل استرالیا است که عضو تیم ملی مردان بود که در بازی‌های المپیک تابستانی ۲۰۰۴ در آتن موفق به کسب مدال طلا شد. چهار سال قبل از آن، زمانی که سیدنی میزبان بازی‌های المپیک بود، الدر با تیم کوکابوراس به عنوان تیم ملی در جایگاه سوم قرار گرفت.
| رکورد مدال         | رکورد مدال         | رکورد مدال         |
| نماینده استرالیا   | نماینده استرالیا   | نماینده استرالیا   |
| هاکی روی چمن مردان | هاکی روی چمن مردان | هاکی روی چمن مردان |
| بازی های المپیک    | بازی های المپیک    | بازی های المپیک    |
| ------------------ | ------------------ | ------------------ |
|                    | 2004 آتن           | تیم                |
|                    | 2000 سیدنی         | تیم                |
| جام جهانی          |                    |                    |
|                    | 2002 کوالالامپور   | تیم                |
|                    | 2006 مونشن گلادباخ | تیم                |
| جام قهرمانان       |                    |                    |
|                    | 1999 بریزبن        | تیم                |
|                    | 2001 روتردام       | تیم                |
|                    | 2003 آمستلوین      | تیم                |
|                    | 1998 لاهور         | تیم                |

الدر از بوندبرگ، کوئینزلند ، جایی که برای کلوپ هاکی آل بلکس بازی می کرد، سرچشمه گرفت. الدر با نام مستعار وودی ، به عنوان یک بازیکن در تیم ملی نوجوانان، که در سال 1997 در میلتون کینز در میلتون کینز قهرمان جام جهانی هاکی نوجوانان شد ، در کانون توجه قرار گرفت. پس از فصل 1998 لیگ هاکی استرالیا با کوئینزلند بلیدز ، الدر در جام قهرمانان 1998 در لاهور به تیم ملی بزرگسالان راه یافت ، جایی که استرالیا برنز را به دست آورد. او بخشی از تیم برنده در جام قهرمانان 1999 در بریزبن بود.
درست مانند هموطنان خود جی استیسی و مایکل برنان ، الدر به هلند نقل مکان کرد، جایی که او هاکی باشگاهی را برای اورانژ زوارت آیندهوون بازی کرد ، که با آنها در بهار 2005 عنوان هلند را به دست آورد. قیمت آن بالا بود، زیرا در دوران هلند او در مرحله پلی آف از دعوت سرمربی استرالیایی بری دنسر برای حضور در جلسه تمرینی با تیم ملی مردان غافل شد. بنابراین او مجبور شد جام قهرمانان 2005 در چنای و بازی های مشترک المنافع 2006 در ملبورن را از دست بدهد .
الدر پس از بازنشستگی از هاکی بین‌المللی، مدتی برای یونایتد هاکی در بریزبن هاکی باشگاهی بازی کرد و در عین حال همچنان نماینده تیم کوئینزلند بلیدز بود. او که یک لوله کش حرفه ای است، به موج سواری و ماهیگیری علاقه دارد.

## زندگی
او اکنون به همراه همسر و دو دختر هشت و ۱۰ ساله اش در بریزبن زندگی می‌کند و همچنان بین تمام تعهدات کاری و خانوادگی خود هاکی بازی می‌کند.